# El Molino, Colombia
El Molino är en ort i Colombia.   Den ligger i departementet La Guajira, i den norra delen av landet, 700 km norr om huvudstaden Bogotá. El Molino ligger 253 meter över havet och antalet invånare är 5 265.
Terrängen runt El Molino är varierad. Runt El Molino är det ganska tätbefolkat, med 52 invånare per kvadratkilometer. Närmaste större samhälle är Villanueva, 8,0 km sydväst om El Molino. I omgivningarna runt El Molino växer huvudsakligen savannskog.